# 원환면 연환

(3,4)-원환면 매듭. 위 그림: 를 와 붙이고, 를 와 붙이면 이는 원환면을 이루며, 푸른 선들은 그 위의 원환면 매듭을 이룬다. 아래 그림: 같은 원환면 매듭을 꼬임으로 표현한 것.

매듭 이론에서 원환면 연환(圓環面連環, 영어: torus link)은 원환면 위에 간단하게 그려질 수 있는 연환이다.

## 정의
0이 아닌 두 정수 {\displaystyle (p,q)\in (\mathbb {Z} \setminus \{0\})^{\times 2}}가 주어졌다고 하자. 그렇다면, {\displaystyle (p,q)}-원환면 연환은 다음과 같은 3차원 곡선들의 집합으로 주어지는 연환이다.
{\displaystyle \mathbb {R} /2\pi \gcd\{p,q\}\mathbb {Z} \to \mathbb {R} ^{3}}
{\displaystyle t\mapsto \left(\cos(pt+2\pi k/\gcd\{p,q\})(\cos(qt)+2),\sin(pt+2\pi k/\gcd\{p,q\})(\cos(qt)+2),-\sin(qt)\right)}
{\displaystyle k\in \{0,1,\dotsc ,\gcd\{p,q\}-1\}}
이 곡선들은 원환면
{\displaystyle \left\{(x,y,z)\in \mathbb {R} ^{3}\colon \left({\sqrt {x^{2}+y^{2}}}-2\right)^{2}+z^{2}=1\right\}}
위에 속하는 연환을 정의한다.
즉, 이는 원환면을 다음과 같이 감는다.
- z축에 대하여, {\displaystyle p}번 감기
- 원환면의 중심에 있는 원에 대하여, {\displaystyle q}번 감기

매듭인 원환면 연환을 원환면 매듭(영어: torus knot)이라고 한다.

## 성질
{\displaystyle (p,q)}-원환면 연환의 연결 성분의 수는
{\displaystyle \gcd\{p,q\}}
이다. 즉, 이것이 원환면 매듭이 될 필요 충분 조건은 {\displaystyle p}와 {\displaystyle q}가 서로소인 것이다.
{\displaystyle (p,q)}-원환면 연환이 자명한 매듭일 필요 충분 조건은 다음과 같다.
{\displaystyle p=\pm 1}이거나 {\displaystyle q=\pm 1}이다. 즉, {\displaystyle \min\{|p|,|q|\}=1}이다.
{\displaystyle (p,q)}-원환면 연환과 {\displaystyle (p',q')}-원환면 연환이 동치일 필요 충분 조건은 다음과 같다.
{\displaystyle (p',q')\in \{(p,q),(-p,-q),(q,-p),(-q,p)\}}이거나, 또는 {\displaystyle \min\{|p|,|q|\}=\min\{|p'|,|q'|\}=1}
즉, 자명한 매듭이 아닌 경우 항상
{\displaystyle p\geq |q|\geq 2}
인 표준형으로 놓을 수 있다.
또한, {\displaystyle (p,q)}-원환면 연환의 거울 대칭 연환은 {\displaystyle (p,-q)}-원환면 연환이다.

### 교차수
{\displaystyle (p,q)}-원환면 연환의 교차수는 다음과 같다.
{\displaystyle \min\{(|p|-1)|q|,(|q|-1)|p|\}}

## 예

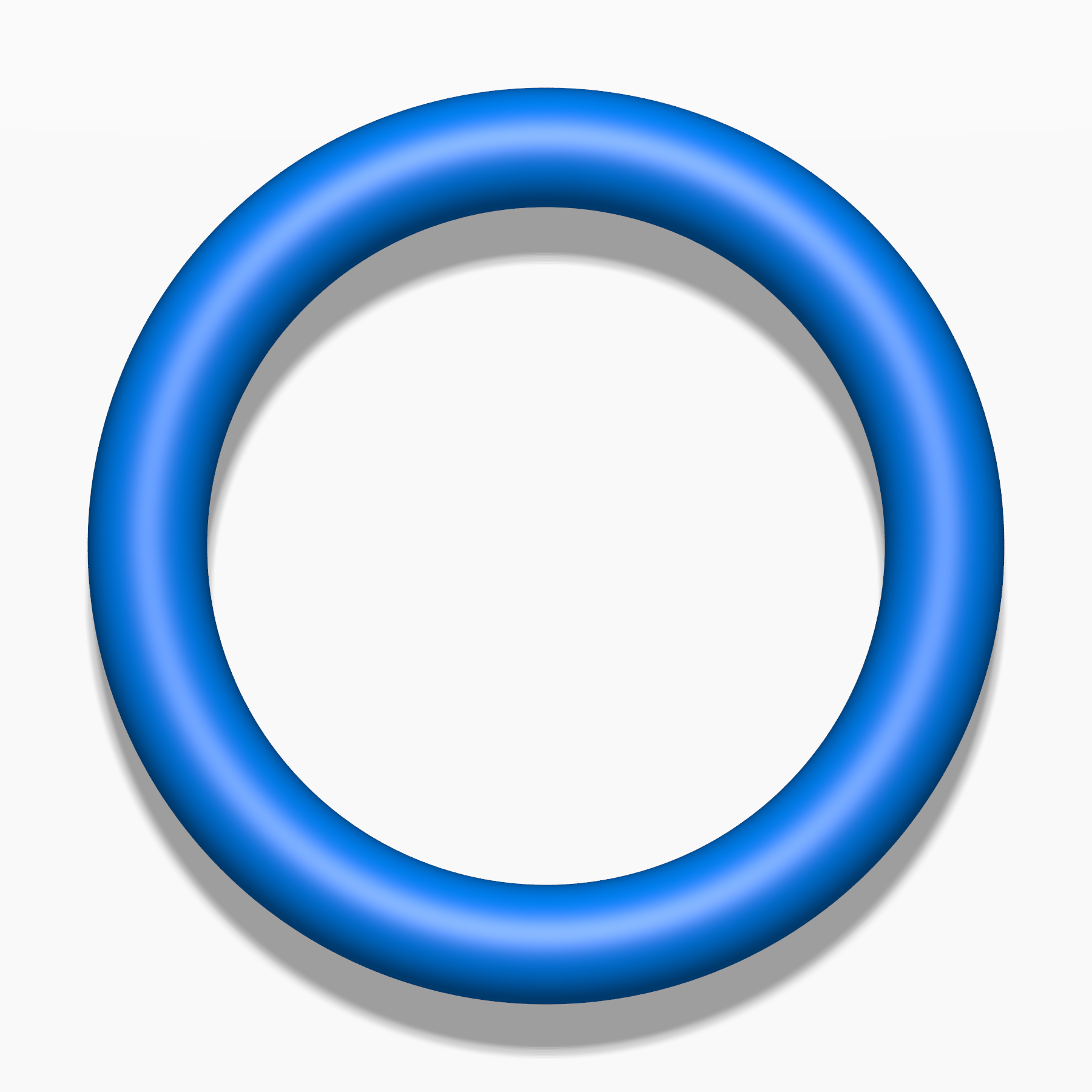
(1,±1)-원환면 매듭 (자명한 매듭 01)
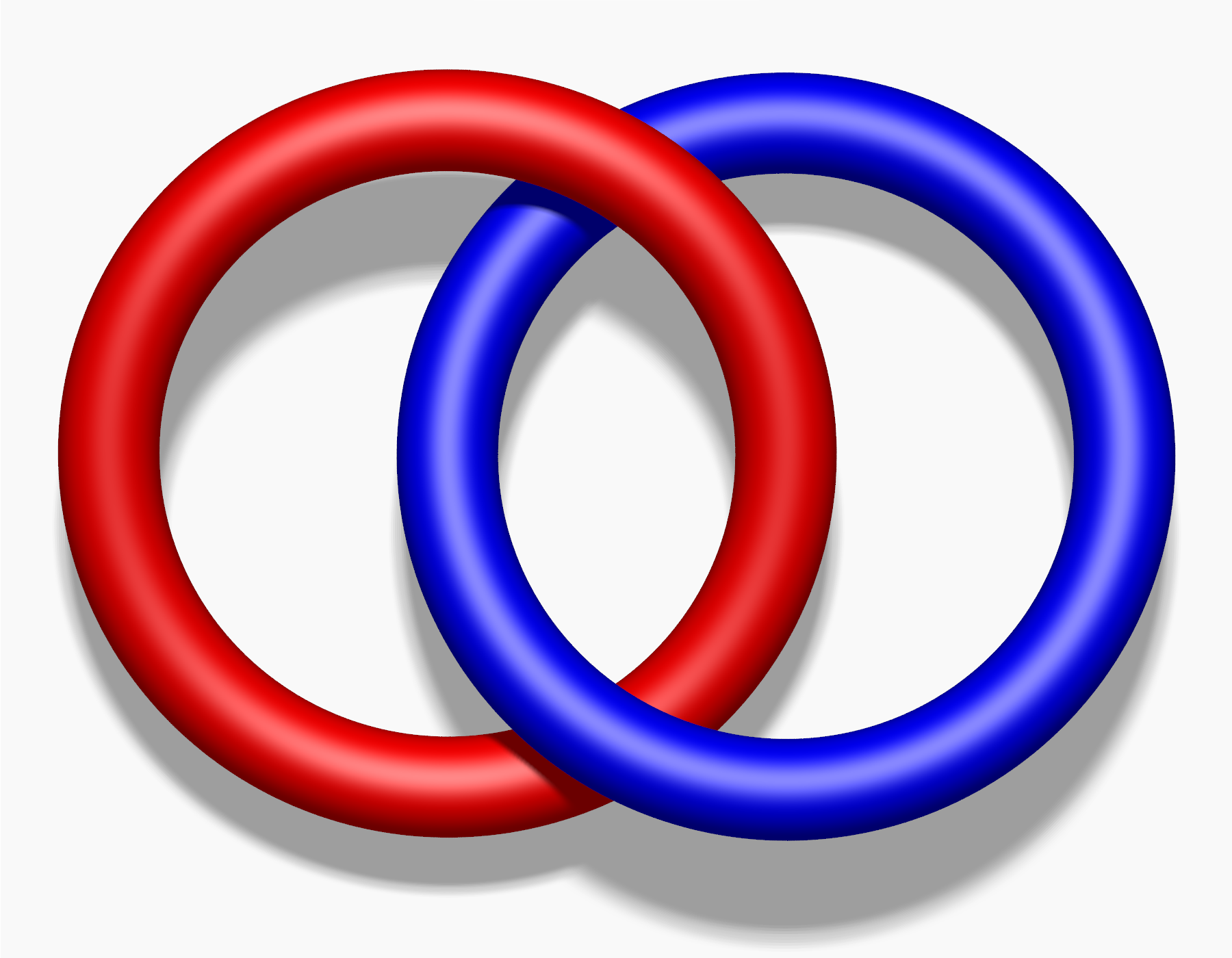
(2,±2)-원환면 연환 (호프 연환 {\displaystyle 2_{1}^{2}})
(3,2)-원환면 매듭 (오른손 세잎매듭 31)
(3,−2)-원환면 매듭 (왼손 세잎매듭 31)
(3,±3)-원환면 연환 ({\displaystyle 6_{3}^{3}})
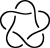
(5,2)-원환면 매듭 (오른손 다섯잎매듭 51)
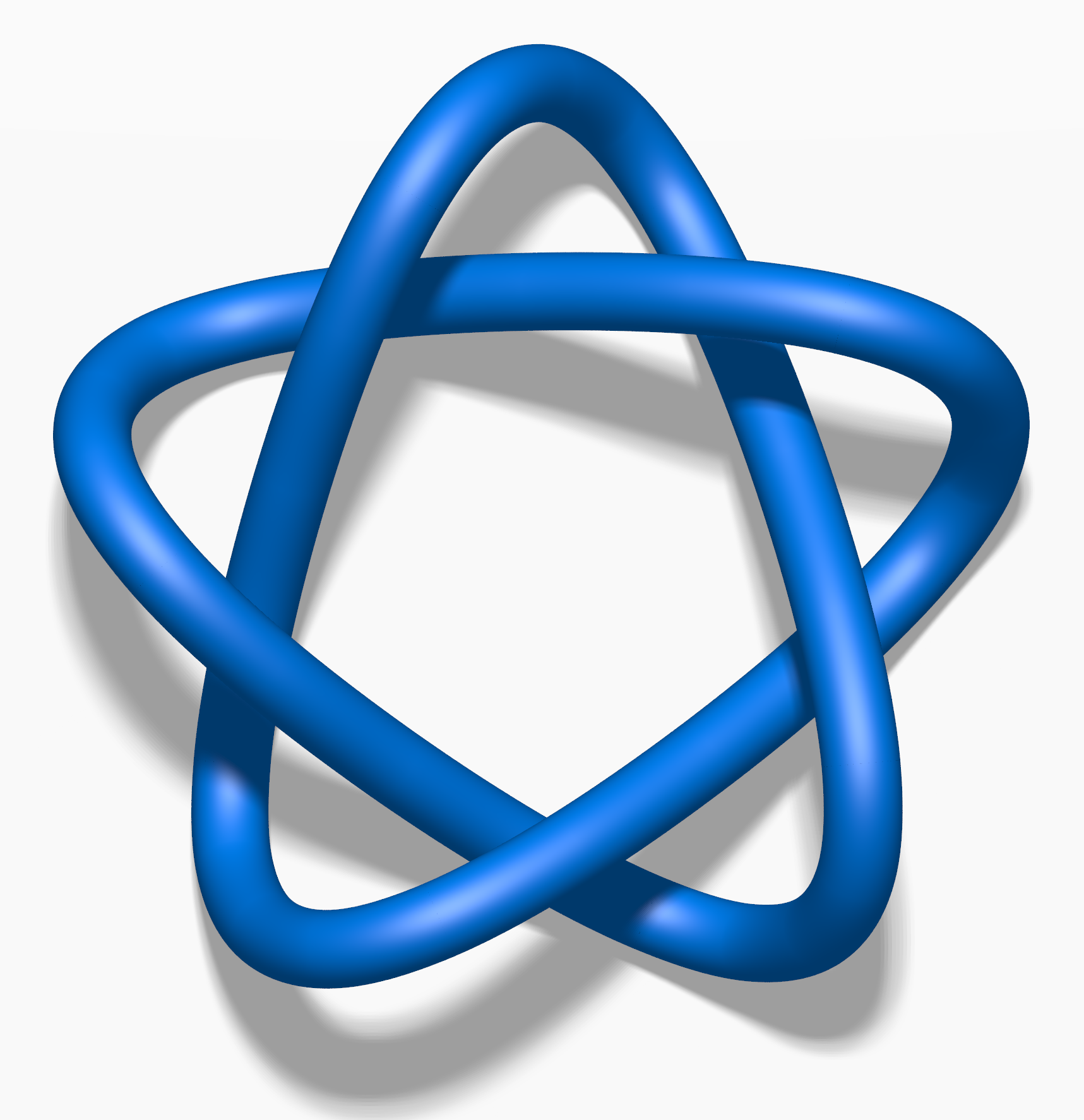
(5,−2)-원환면 매듭 (왼손 다섯잎매듭 51)
(8,2)-원환면 연환 {\displaystyle 4_{1}^{2}}
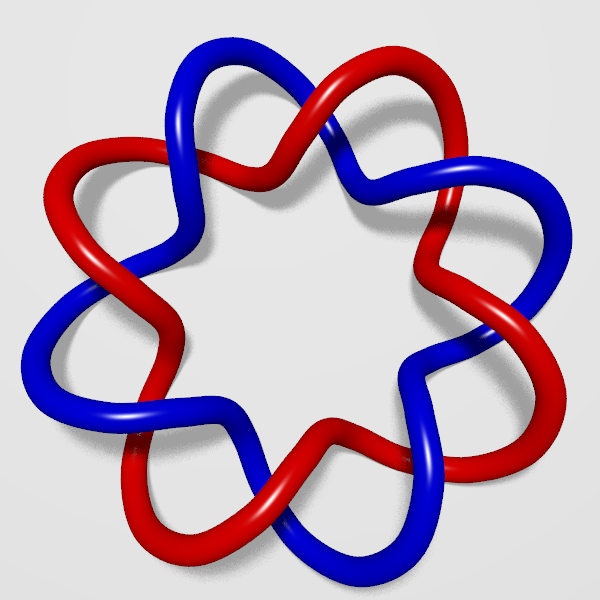
(8,−2)-원환면 연환 {\displaystyle 4_{1}^{2}}
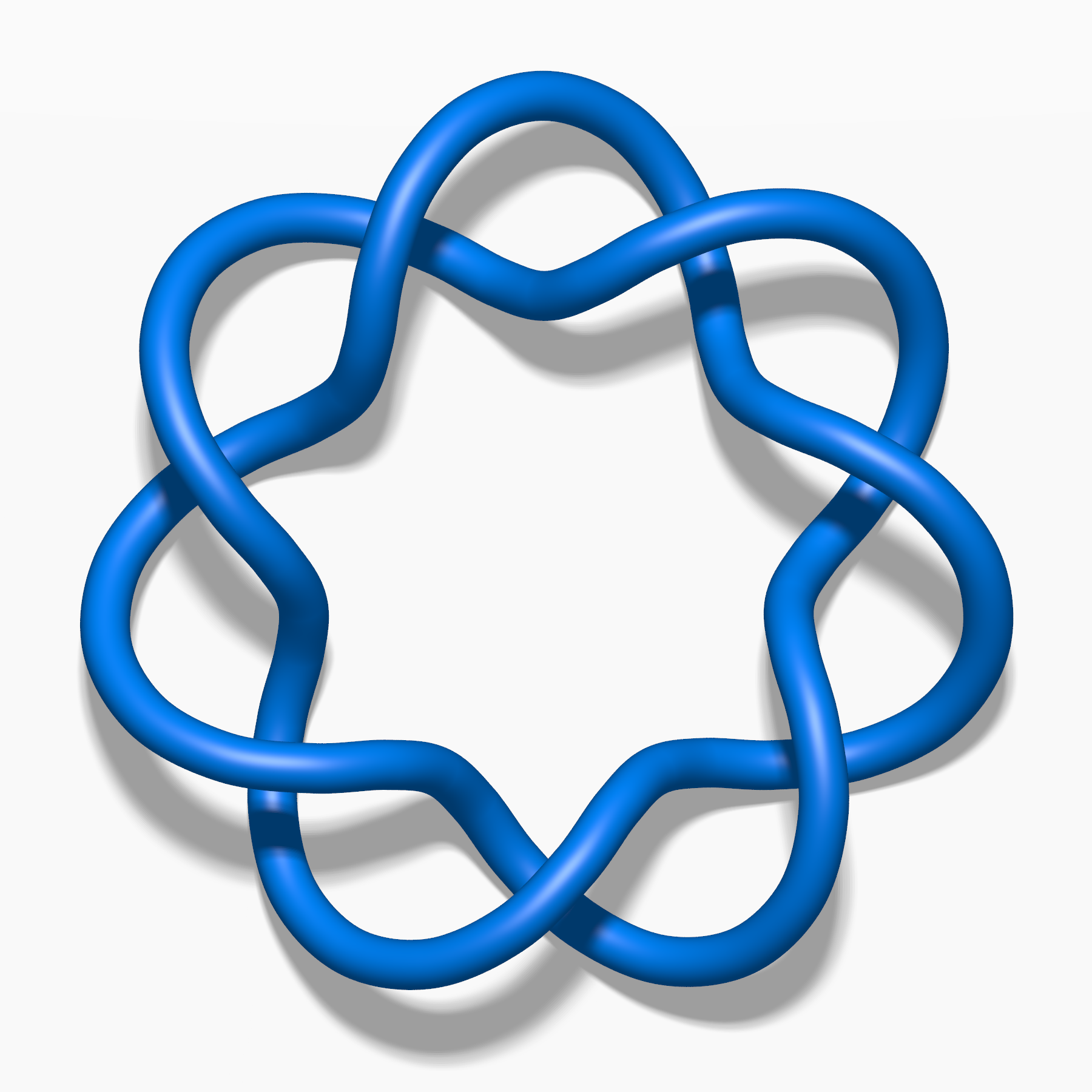
(7,−2)-원환면 매듭 (71)
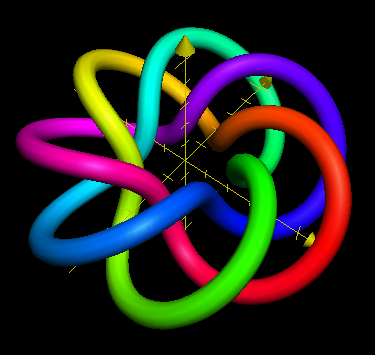
(7,−3)-원환면 매듭
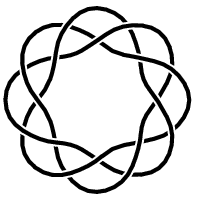
(8,−3)-원환면 매듭
(8,3)-원환면 매듭
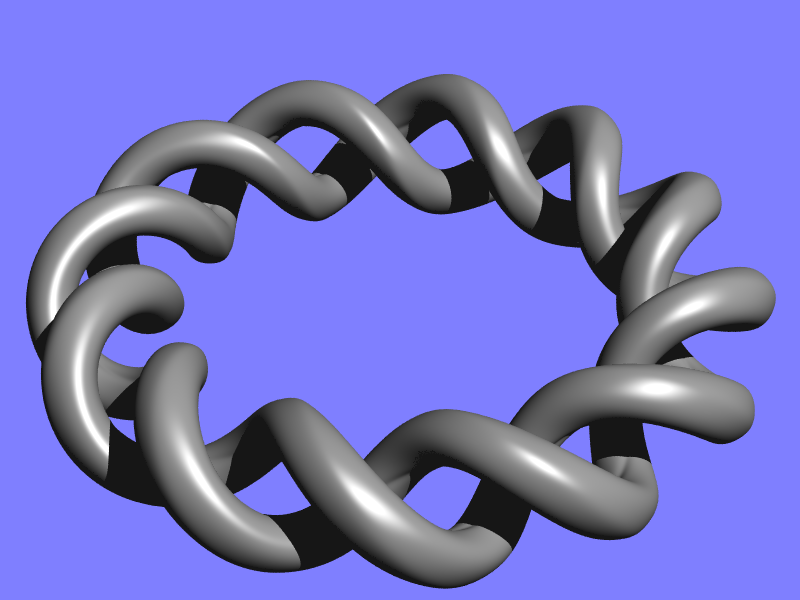
(12,2)-원환면 연환

이 밖에도, 원환면 매듭의 알렉산더-브리그스 기호 및 (연환의 경우) 시슬스웨이트 기호는 다음과 같다.
| (p,q) | 2                                            | 3                                |
| ----- | -------------------------------------------- | -------------------------------- |
| 2     | 호프 연환 {\displaystyle 2_{1}^{2}} (L2a1)   |                                  |
| 3     | 세잎매듭 31                                  | {\displaystyle 6_{3}^{3}} (L6n1) |
| 4     | 솔로몬 연환 {\displaystyle 4_{1}^{2}} (L4a1) | 819                              |
| 5     | 다섯잎매듭 51                                | 10124                            |